# ステイク・ランド 戦いの旅路
『ステイク・ランド 戦いの旅路』（Stake Land）は、2010年にアメリカ合衆国で製作されたホラー映画。

## ストーリー
ヴァンパイアにより崩壊してしまった全世界。アメリカでは両親を失った少年マーティンが、“ミスター”と呼ばれるヴァンパイアハンターと共に新たな楽園と噂される“ニュー・エデン”を目指し旅をしていた。しかし、ニュー・エデンに到達するには、邪教集団が占拠している地域を通らねばならず…。

## キャスト
| 役名                         | 俳優                   |
| ---------------------------- | ---------------------- |
| マーティン                   | コナー・パオロ         |
| マーティンの父親             | グレゴリー・ジョーンズ |
| ミスター(バンパイアハンター) | ニック・ダミチ         |
| シスター(修道女)             | ケリー・マクギリス     |
| 邪教集団のトップ             | マイケル・セルヴェリス |
| ベル                         | ダニエル・ハリス       |